# Melle Mel
Melvin Glover (El Bronx, 15 de mayo de 1961), más conocido artísticamente como Grandmaster Melle Mel, Grandmaster Mele Mel o simplemente Melle Mel (pronunciado [ˈmɛli ˈmɛl]), es un músico estadounidense de hip hop y pionero del old school rap como principal rapero y compositor del grupo Grandmaster Flash and the Furious Five. 

## Discografía

### Álbumes
- 1982 The Message - (como 'Grandmaster Flash and the Furious Five')
- 1984 Grandmaster Melle Mel and the Furious Five
- 1988 On the Strength - (como 'Grandmaster Flash and the Furious Five')
- 1989 Piano - (como 'Grandmaster Melle Mel and the Furious Five')
- 1997 Right Now - (como 'Grandmaster Mele-Mel & Scorpio')
- 2001 On Lock - (como 'Die Hard')
- 2006 The Portal In The Park - (como 'Grandmaster Mele Mel' con Lady Gaga)
- 2007 Muscles - (como 'Grandmaster Mele Mel')
- 2009 Hip Hop Anniversary Europe Tour - (como 'Grandmaster Melle Mel')

### Singles
- 1979 We Rap More Mellow  - (como 'The Younger Generation')[1]
- 1979 Flash to the Beat - (como 'Flash and the Furious 5')[2]
- 1979 Supper Rappin' - (como 'Grandmaster Flash and the Furious Five')[3][4]
- 1980 Freedom -  (como 'Grandmaster Flash and the Furious Five')[5]
- 1980 The Birthday Party - (como 'Grandmaster Flash and the Furious Five')[6]
- 1981 Showdown - (como The Furious Five Meets The Sugarhill Gang)[7]
- 1981 It's Nasty (Genius of Love) - (como 'Grandmaster Flash and the Furious Five')[8]
- 1981 Scorpio - (como 'Grandmaster Flash and the Furious Five')[9]
- 1981 The Adventures of Grandmaster Flash on the Wheels of Steel - (como 'Grandmaster Flash and the Furious Five')[10]
- 1982 The Message - (como 'Grandmaster Flash and the Furious Five')[11]
- 1982 Message II (Survival) - (como 'Melle Mel & Duke Bootee')[12]
- 1983 New York New York - (como 'Grandmaster Flash and the Furious Five')[13]
- 1983 White Lines (Don't Don't Do It) - (como 'Grandmaster & Melle Mel' / 'Grandmaster Flash and the Furious Five' / 'Grandmaster Flash and Melle Mel')[14][15][16]
- 1984 Continuous White Lines - (Remix - como 'Grandmaster Melle Mel and the Furious Five)[17]
- 1984 Jesse - (como 'Grandmaster Melle Mel)[18]
- 1984 Beat Street Breakdown aka Beat Street - (como 'Grandmaster Melle Mel and the Furious Five')[19][20]
- 1984 Step Off - (como 'Grandmaster Melle Mel and the Furious Five')[21]
- 1984 We Don't Work for Free - (como 'Grandmaster Melle Mel and the Furious Five')[22]
- 1984 World War III - (como 'Grandmaster Melle Mel and the Furious Five' / 'Grandmaster Melle Mel')[23][24]
- 1985 King Of the Streets - (como 'Grandmaster Melle Mel')[25]
- 1985 Pump Me Up - (como 'Grandmaster Melle Mel and the Furious Five')[26]
- 1985 Vice - (como 'Grandmaster Melle Mel')[24]
- 1985 The Mega-Melle Mix - (como 'Melle Mel')[27]
- 1988 Gold - (como 'Grandmaster Flash and the Furious Five')[28]
- 1988 Magic Carpet Ride - (como 'Grandmaster Flash and the Furious Five')[29][30]
- 1994 Sun Don't Shine in the Hood - (Split 12" single con Da Original como 'The Furious Five')[31]
- 1995 The Message '95 - (Remix - como 'Grandmaster Flash and the Furious Five'[32][33]
- 1997 The Message - (Remix - como 'Grandmaster Flash and the Furious Five')[34][35]
- 1997 Mama - (como 'Grandmaster Mele-Mel & Scorpio')[36][37]
- 1997 Mr. Big Stuff - (como 'Grandmaster Mele-Mel & Scorpio')[38]
- 2003 Where Ya At? - (como 'Melle Mel')[39]
- 2007 M-3 - (como 'Grandmaster Mele Mel')[40]